# Adelphe de Metz
Pour les articles homonymes, voir Adelphe.
Saint Adelphe ou Adelphe de Metz (ou Adelfus, Adelphus, Adelfius) fut le dixième évêque de Metz, selon un catalogue métrique inséré dans le sacramentaire de Drogon (folio 126). Il aurait vécu au Ve siècle.
Saint Adelphe est un saint chrétien fêté le 29 août,.